# يوهان كريستيان براند
يوهان كريستيان براند (بالألمانية: Johann Christian Brand)‏ هو مصمم مطبوعات ورسام نمساوي، ولد في 6 مارس 1722 في فيينا في النمسا، وتوفي بنفس المكان في 12 يونيو 1795.